# Toray Pan Pacific Open 2024
Toray Pan Pacific Open 2024 byl tenisový turnaj na ženském profesionální okruhu WTA Tour, hraný v Tenisovém parku Ariake s centrem Ariake Coliseum. Třicátý devátý ročník Pan Pacific Open probíhal mezi 21. a 27. říjnem 2024 v japonské metropoli Tokiu na dvorcích s tvrdým povrchem DecoTurf.
Turnaj dotovaný 922 573 dolary patřil do kategorie WTA 500. Nejvýše nasazenou singlistkou se stala světová sedmička Čeng Čchin-wen z Číny. Jako poslední přímá účastnice měla, při uzavření přihlášek, do dvouhry nastoupit belgická 29. hráčka žebříčku Elise Mertensová, která se však odhlásila pro zranění ramena. V důsledku invaze Ruska na Ukrajinu na konci února 2022 řídící organizace tenisu ATP, WTA a ITF s grandslamy rozhodly, že ruští a běloruští tenisté mohli dále na okruzích startovat, ale do odvolání nikoli pod vlajkami Ruska a Běloruska.
Roli favoritky potvrdila Čeng Čchin-wen, jež na okruhu WTA Tour vybojovala pátý singlový titul a druhý v úrovni WTA 500. Čtyřhru ovládly Japonky Šúko Aojamová s Eri Hozumiovou, které si z Tokia odvezly první sezónní i společnou trofej.

## Rozdělení bodů a finančních odměn

### Rozdělení bodů
| Soutěž  | Soutěž      | vítězky | finalistky | semifinalistky | čtvrtfinalistky | 16 v kole | 28 v kole | Q  | Q2 | Q1 |
| ------- | ----------- | ------- | ---------- | -------------- | --------------- | --------- | --------- | -- | -- | -- |
| dvouhra | [ 3 ] [ 8 ] | 500     | 325        | 195            | 108             | 60        | 1         | 25 | 13 | 1  |
| čtyřhra | [ 9 ]       | 500     | 325        | 195            | 108             | 1         | —         | —  | —  | —  |

### Finanční odměny
| Soutěž                                | Soutěž      | vítězky   | finalistky | semifinalistky | čtvrtfinalistky | 16 v kole | 28 v kole | Q2      | Q1      |
| ------------------------------------- | ----------- | --------- | ---------- | -------------- | --------------- | --------- | --------- | ------- | ------- |
| dvouhra                               | [ 3 ] [ 8 ] | 142 000 $ | 87 655 $   | 51 205 $       | 24 910 $        | 13 590 $  | 9 820 $   | 6 603 $ | 3 380 $ |
| čtyřhra                               | [ 9 ]       | 47 390 $  | 28 720 $   | 16 430 $       | 8 510 $         | 5 140 $   | —         | —       | —       |
| částky ve čtyřhře jsou uvedeny na pár |             |           |            |                |                 |           |           |         |         |

## Ženská dvouhra

### Nasazení
| Čína                           | Čeng Čchin-wen        | 7.  | 1.  |
| Brazílie                       | Beatriz Haddad Maiová | 10. | 2.  |
|                                | Darja Kasatkinová     | 11. | 3.  |
|                                | Anna Kalinská         | 12. | 4.  |
| Španělsko                      | Paula Badosová        | 15. | 5.  |
|                                | Diana Šnajderová      | 16. | 6.  |
| Polsko                         | Magdalena Fręchová    | 24. | 7.  |
| Kanada                         | Leylah Fernandezová   | 34. | 8.  |
| Spojené království             | Katie Boulterová      | 35. | 9.  |
| Čína                           | Wang Sin-jü           | 39. | 10. |
| Žebříček WTA k 14. říjnu 2024. |                       |     |     |

### Jiné formy účasti
Následující hráčky obdržely divokou kartu do hlavní soutěže:
- Bianca Andreescuová
- Nao Hibinová
- Sofia Keninová
- Mika Stojsavljevicová

Následující hráčka měla nastoupit pod žebříčkovou ochranou:
- Ajla Tomljanovićová

Následující hráčky postoupily z kvalifikace:
- Hailey Baptisteová
- Priscilla Honová
- Mai Hontamová
- Sajaka Išiiová
- Zeynep Sönmezová
- Mei Jamagučiová

Následující hráčky postoupily z kvalifikace jako šťastné poražené:
- Kjóka Okamurová
- Sara Saitóová
- Aljaksandra Sasnovičová
- Clara Tausonová

### Odhlášení
Před zahájením turnaje
- Mirra Andrejevová → nahradila ji  Elisabetta Cocciarettová
- Paula Badosová → nahradila ji  Sara Saitóová
- Danielle Collinsová → nahradila ji  Magdalena Fręchová
- Anna Kalinská → nahradila ji  Kjóka Okamurová
- Marta Kosťuková → nahradila ji  Katie Boulterová
- Barbora Krejčíková → nahradila ji Veronika Kuděrmetovová
- Elise Mertensová → nahradila ji  Clara Tausonová
- Emma Navarrová → nahradila ji   Mojuka Učidžimová
- Jessica Pegulaová → nahradila ji   Wang Sin-jü
- Ljudmila Samsonovová → nahradila ji   Viktorija Gračovová
- Ajla Tomljanovićová → nahradila ji Aljaksandra Sasnovičová
- Donna Vekićová → nahradila ji  McCartney Kesslerová

## Ženská čtyřhra

### Nasazení
| Stát                                                                       | Hráčka             | Stát        | Hráčka                   | WTA | Nasazení |
| -------------------------------------------------------------------------- | ------------------ | ----------- | ------------------------ | --- | -------- |
| Kanada                                                                     | Gabriela Dabrowská | Nový Zéland | Erin Routliffeová        | 7.  | 1.       |
| USA                                                                        | Asia Muhammadová   | Nizozemsko  | Demi Schuursová          | 42. | 2.       |
| USA                                                                        | Sofia Keninová     | USA         | Bethanie Mattek-Sandsová | 48. | 3.       |
| Španělsko                                                                  | Cristina Bucșová   | Rumunsko    | Monica Niculescuová      | 58. | 4.       |
| Žebříček WTA k 14. říjnu 2024; číslo je součtem umístění obou členek páru. |                    |             |                          |     |          |

### Jiné formy účasti
Následující pár obdržel divokou kartu:
- Ajano Šimizuová /  Eri Šimizuová

## Přehled finále

### Ženská dvouhra
- Čeng Čchin-wen vs.  Sofia Keninová, 7–6(7–5), 6–3

### Ženská čtyřhra
- Šúko Aojamová /  Eri Hozumiová vs.  Ena Šibaharaová /  Laura Siegemundová, 6–4, 7–6(7–3)